# Anolis magnaphallus
Anolis magnaphallus — вид ігуаноподібних ящірок родини анолісових (Dactyloidae). Ендемік Панами.

## Поширення і екологія
Anolis magnaphallus мешкають у горах на заході Панами. Вони живуть у вологих гірських тропічних лісах та у вторинних лісах. Зустрічаються на висоті від 1033 до 1600 м над рівнем моря.